# 日本ノート
日本ノート株式会社（にっぽんノート、Nippon Notebook Corporation）は、日本のノート、学習帳メーカー。2019年1月にキョクトウ・アソシエイツとアピカの2ブランドが統合してできた会社である。2024年1月からはオキナも統合し、3ブランドが1つになった。

## 沿革
1916年（大正5年）、アピカの前身となる日本ノート製造株式会社を設立した。時を同じくして、オキナも中井悦三の個人経営として開業した。1922年（大正11年）、佐野春吉がキョクトウ・アソシエイツの前身となる古川号佐野春吉商店を個人創業した。
2016年（平成28年）、アピカとオキナは創業100周年を迎えた。2019年（平成31年）、キョクトウ・アソシエイツとアピカの事業統合により、日本ノートが誕生した。
2022年（令和4年）、キョクトウ・アソシエイツが創業100周年を迎えた。2024年（令和6年）、オキナが日本ノートに事業を統合し、現在に至る。

## 会社概要
- 社名 - 日本ノート株式会社
- 代表者  - 代表取締役社長　今泉壮平[1]
- 資本金 - 1億円
- 従業員数 - 220人（2021年1月1日現在）
- 業務内容 - 学用・日用・ビジネス用紙製品・文具の製造・販売　印刷物・出版物・紙製品等の海外生産・輸入販売

## 製品一覧

### 学習帳
- ムーミンセレクション
- ムーミン学習帳
- 百字・二百字帳
- スヌーピー特殊罫
- スヌーピー学習帳
- スクールライン
- スクールキッズ
- 小学生の英語ノート
- 考える学習帳
- カレッジアニマル学習帳
- 意味順ノート
- SCHOOL NOTE
- ブルーライン
- スクールラインプラス
- StudyLight

### 学用品
- 連絡袋
- もってカエルファイル
- フラットファイル
- 家庭学習ノート
- 学習サポート
- Concise
- パリオシール
- スクールラインプラス

### ノート・メモ
- レインガード
- 無地表紙
- アピカパーソナル
- 紳士なノート
- オフィシャル
- エルフ・ストーリー
- 意匠
- アピカノート
- Tree's
- ROYAL College / ケンブリッジノート
- PAPELEUR
- F.O.B COOP
- Concise
- College
- CDノート
- プロジェクトペーパー
- バンキッシュ
- ルルパペリ
- パックノート
- Skill in
- X-ZONE（クロスゾーン）
- hocco
- 中学受験OKノート

### ファイル・バインダー
- 意匠
- PAPELEUR
- F.O.B COOP

### 日用・事務用品
- 履歴書
- 封筒・便箋
- ビジネスダイアリー
- 日記帳
- 伝票
- コピー用紙
- 簡易帳簿
- 家計簿
- エルフ・ストーリー
- 板目用紙
- F.O.B COOP
- プロジェクトペーパー
- OA用品

## 事業拠点・生産拠点
本社
- 東京都江東区冬木11−17 イシマルビル14階

事業所
- 大阪事務所 - 大阪府大阪市中央区久太郎町2丁目4番27号 堺筋本町TFビル8階
- 関東DC事務所 - 埼玉県所沢市南永井619-2 プラスロジスティックス（株）関東DC2階

生産拠点
- 岡山工場 - 岡山県瀬戸内市牛窓町長浜6887-6
- ベトナム工場 - Road No.6 Nhon Trach III Industrial Park – Phase 2, Hiep Phuoc Town, Nhon Trach District, Dong Nai Province, VIETNAM